# Hospital de Nuestra Señora de los Ángeles
El Hospital de Nuestra Señora de los Ángeles es un antiguo edificio religioso y asistencial situado en la localidad española de Niebla, dentro de la provincia de Huelva. Actualmente funciona como equipamiento cultural, acogiendo la sede de la Casa de la Cultura iliplense.

## Historia
El edificio se asienta en el solar de una antigua mezquita. Fue fundado para la curación de enfermos pobres de ambos sexos, el hospedaje de peregrinos y la atención de niños expósitos. Entre los siglos XVII y XVIII, el complejo fue remodelado, modificando la fachada y reordenando las dependencias hospitalarias. Perdida la función asistencial, el edificio fue sede del Ayuntamiento de Niebla, prisión, juzgado y escuela de costura. Actualmente alberga la Casa de la Cultura de la localidad.

## Descripción
El edificio se abre a la plaza de Santa María por un arco conopial del siglo XV. Sobre él se labró una espadaña barroca. Bajo el vano de la campana hay un azulejo de la titular del hospital pintado en el siglo XVIII. La capilla del complejo es de planta cuadrada cubierta por bóveda de crucería de ladrillo.
La capilla está presidida por un fresco original de la segunda mitad del siglo XVI que posteriormente sería repintado al óleo. La escena reflejada es la de la Virgen sentada en un trono con el Niño Jesús sentado en sus rodillas. La escoltan San Miguel y San Lorenzo, santos que fueron titulares de sendas parroquias en la localidad. Sobre la Virgen flotan dos ángeles que sostienen una corona. La composición se recorta sobre un cortinaje recogido. González Gómez la ha vinculado con la Virgen de la Rosa pintada por Alejo Fernández para la Parroquia de Santa Ana de Sevilla, mientras que apunta como posible fuente iconográfica a la Virgen de Castelfranco de Giorgione.
Al costado derecho de la capilla se abría otra nave donde se ubicaba el hospital propiamente dicho, comunicado mediante un arco al templo para que los enfermos pudiesen seguir los oficios. Este ámbito fue demolido, encontrándonos ahora un patio de planta trapezoidal en su lugar. En él se ha colocado una fuente formada por un capitel visigodo y una taza romana. Originalmente contaría con dos cuerpos, añadiéndose posteriormente un tercero en el flanco sur.
En la planta alta del edificio se custodia la biblioteca y el archivo histórico. Uno de sus estantes, de madera con pintura que imita jaspeado, data de 1742. Otra de las salas alberga una pequeña colección arqueológica.